# 埃及 (埃托瓦縣)
埃及（英語：Egypt）是一個位於美國阿拉巴馬州埃托瓦縣的非建制地區和人口普查指定地區。根據2010年美國人口普查，該地人口為932人。

## 地理
埃及的座標為34°04′25″N 86°09′21″W / 34.07361°N 86.15583°W，而該地最高點為海拔高度288米（即945英尺）。